# Siegmund Fischl
Siegmund Fischl (27. prosince 1847 Myslkovice u Soběslavi – 2. května 1905 Praha) byl česko-rakouský průmyslník a statkář.

## Životopis
Siegmund Fischl se narodil 27. prosince 1847 v Myslkovicích u Soběslavi do rodiny Josefu a Rosálii Fischlovým. Otec pracoval jako ředitel společnosti M. Fischl's Söhne v Praze, která vyráběla líh. Měl čtyři sourozence, bratra Emanuela a sestry Klara, Ernestina a Rudolfina.
Fischl šel ve stopách svého otce Josefa a v roce 1880 společně s Adolfem Rosenbaumem založil lihovar pod jménem Lihovar Fischl a synové. Továrna se brzy stala jedním největších producentů lihu v Čechách. Kvůli židovskému původu obou majitelů byla továrna během druhé světové války uzavřena. Po válce byla továrna znárodněna a chátrala. Obnovena byla až v roce 2021.
Siegmund Fischl zemřel 2. května 1905 v Praze ve věku 57 let. Pohřben byl na Židovském hřbitově na Žižkově. Továrnu po něm převzal jeho syn Josef. 